# N243 (België)
De N243, ook bekend als de "Chaussée de Huy" over het grootste deel van zijn lengte, is een gewestweg die de N91 in Grand-Rosière-Hottomont met de N4 en de N239 in Waver verbindt. De route heeft een lengte van ongeveer 22 kilometer. De weg bevat 2x1 rijstrook en bevindt zich geheel in de provincie Waals-Brabant. In 2010 werd het wegdek speciaal vernieuwd voor de doortocht van de Tour de France.

## Plaatsen langs de N243
- Grand-Rosière-Hottomont
- Perwez
- Thorembais-Saint-Trond
- Orbais
- Chaumont
- Gistoux
- Bonlez
- Dion-le-Mont
- Waver

## N243a
De N243a is een verbindingsweg die de N243 bij Chaumont met de A4 E411 in Walhain verbindt. De weg bevat twee rijstroken voor beide rijrichtingen samen en bevindt zich geheel in de Belgische provincie Waals-Brabant. De weg heeft een lengte van ongeveer 2,2 kilometer.